# Ronja Rövardotter
Ronja Rövardotter é um filme de drama sueco de 1984 dirigido e escrito por Tage Danielsson e Astrid Lindgren. Foi selecionado como representante da Suécia à edição do Oscar 1985, organizada pela Academia de Artes e Ciências Cinematográficas.

## Elenco
- Hanna Zetterberg - Ronja
- Dan Håfström - Birk
- Börje Ahlstedt - Mattis
- Lena Nyman - Lovis
- Per Oscarsson - Borka
- Med Reventberg - Undis
- Allan Edwall - Skalle-Per
- Ulf Isenborg - Fjosok
- Henry Ottenby - Knotas
- Björn Wallde - Sturkas
- Tommy Körberg - Lill-Klippen